# Isatis canaliculata
Isatis canaliculata là một loài thực vật có hoa trong họ Cải. Loài này được (Vassilcz.) V.V. Botschantz. mô tả khoa học đầu tiên năm 1985.